# 金佳宝
金佳宝（1993年10月18日—），辽宁阜新人，中国女子篮球运动员，现效力于WCBA八一南昌女篮。曾在2015-2016赛季获得WCBA常规赛最有价值球员。